# 301e régiment d'infanterie (France)
Le 301e régiment d'infanterie (301e RI) est un régiment d'infanterie de l'Armée de terre française constitué en 1914 avec les bataillons de réserve du 101e régiment d'infanterie. Il combat pendant la Première Guerre mondiale et est dissous dès 1915.

## Création et différentes dénominations
- Août 1914: 301e régiment d'infanterie
- Juin 1915 : dissolution

## Chefs de corps
Le régiment a été commandé par le lieutenant-colonel Converset de sa mobilisation à sa dissolution,.

## Historique des garnisons, combats et batailles

### Première Guerre mondiale

#### Affectation
54e division d'infanterie d'août à septembre 1914. Le régiment est mobilisé à Dreux. Il quitte la ville le 9 août 1914 avec 1 927 soldats.

#### 1914
- Opérations des IIIe et IVe Armées (Bataille des Frontières) : Spincourt[4], Houdelaucourt, Éton (25 août), Billy-sous-Mangiennes (26 août)
- La retraite des IIIe et IVe Armées : Gercourt et le Bois de Forges (1er septembre)
- bataille de la Marne :
  - 7 septembre : Rembercourt aux Pots[5]
  - combat de Vaux-Marie[5]
- Octobre : Les Éparges

#### 1915
À Combres-sous-les-Côtes, le 1er janvier 1915, à minuit, l'armée allemande lance une attaque, les soldats atteignent la première ligne du 301e. À partir de février, le régiment combat dans la Meuse et en Argonne, notamment aux Éparges et à la tranchée de Calonne.
Le 24 et le 25 avril 1915, le régiment est décimé. Le régiment reçoit 1 100 hommes en renfort en mai puis en juin les survivants sont reversés dans d'autres unités. Le régiment est dissous le 12 juin, le 5e bataillon devient le 3e bataillon du 317e RI et le 6e bataillon le 3e du 315e RI.

## Drapeau
Il porte, cousues en lettres d'or dans ses plis, les inscriptions suivantes :
- Meuse 1914
- Woëvre 1915

### Sources et bibliographie
- Historique du 301e régiment d'infanterie de réserve. France. 1914-1918, Paris, Imprimerie G. Duvinage & P. Lemonnier, 1921, 62 p. (lire en ligne)